# Le Champ-de-la-Pierre
Le Champ-de-la-Pierre – miejscowość i gmina we Francji, w regionie Normandia, w departamencie Orne.
Według danych na rok 1990 gminę zamieszkiwało 58 osób, a gęstość zaludnienia wynosiła 14 osób/km² (wśród 1815 gmin Dolnej Normandii Champ-de-la-Pierre plasuje się na 828. miejscu pod względem liczby ludności, natomiast pod względem powierzchni na miejscu 955.).